# Hans-Georg Aschenbach
Hans-Georg Aschenbach, nemški smučarski skakalec, * 20. oktober 1951, Brotterode, Vzhodna Nemčija.
Aschenbach je nastopil na Zimskih olimpijskih igrah 1976 v Innsbrucku, kjer je osvojil naslov olimpijskega prvaka na posamični tekmi srednje skakalnice. Postal je tudi dvakratni svetovni prvak na Svetovnem prvenstvu 1974 v Falunu, kjer je zmagal na obeh posamičnih tekmah, in svetovni prvak v smučarskih poletih na Svetovnem prvenstvu 1973 na Letalnici Heini Klopfer. Ob tem je v sezoni 1973/74 osvojil še Novoletno turnejo.